# Терліпресин
Терліпресин є аналогом вазопресину, використовується для лікування низького кров'яного тиску. Ефективний, коли судини не реагують на норадреналін. Терліпресин є агоністом рецепторів вазопресину і викликає звуження судин.
Терліпресин був схвалений для медичного використання в Сполучених Штатах у 2022 році. Управління з продовольства і медикаментів США (FDA) вважає його першим лікарським засобом у своєму класі.

## Медичне використання
Терліпресин показаний для покращення функції нирок у дорослих із гепаторенальним синдромом із швидким зниженням функції нирок.
Показання до застосування включають септичний шок, резистентний до норадреналіну хоча Настанова з лікування сепсису 2021 не рекомендує використовувати його для дорослих із септичним шоком і гепаторенальним синдромом. Крім того, він використовується для лікування кровоточивих варикозних вен стравоходу.

## Протипоказання
Терліпресин протипоказаний людям з гіпоксією або загостренням респіраторних симптомів, а також людям з коронарною, периферичною або мезентеріальною ішемією. Терліпресин може завдати шкоди плоду при застосуванні під час вагітності.

## Правовий статус
Терліпресин доступний у США, Новій Зеландії, Австралії, Європейському Союзі, Індії, Пакистані та ОАЕ. Він продається під різними торговими марками, включаючи Glypressin і Terlivaz.